# Carmanah Walbran Provincial Park
Der Carmanah Walbran Provincial Park, beziehungsweise ehemals Carmanah Pacific Provincial Park, ist ein 16.450 Hektar großer Provincial Park an der Westküste von  Vancouver Island in der kanadischen Provinz British Columbia. Der Park liegt rund 20 Kilometer Luftlinie nördlich von Port Renfrew im Cowichan Valley Regional District. Nur der Pacific-Rim-Nationalpark trennt den Park von der Küste der Juan-de-Fuca-Straße.
Bei diesem Provincial Park handelt es sich um einen sogenannten Back Country Park. Diese Parks haben üblicherweise keine direkte Anbindung an eine richtige Straße und sind nur über Schotterpisten oder Holzfällerstraßen bzw. auf Straßen gar nicht zu erreichen. Hier kann der offizielle Parkeingang nur über lange Fahrten auf Schotterpisten und Holzfällerstraßen von Port Alberni oder Lake Cowichan aus erreicht werden.

## Anlage
Der Park liegt in einem relativ stark zerklüfteten Gebiet am Rande der Seymour Range, einer Unterkette der Vancouver Island Ranges. Die örtlichen Berge sind nicht besonders hoch, die höchsten erreichen nur rund 1000 m, steigen teilweise jedoch steil an.
Neben der Bergkette ist der Park von verschiedenen Flüssen und Seen durchzogen. Die wichtigsten Flüsse sind der Walbran Creek und der Carmanah Creek, die wichtigsten Seen sind der Glad Lake und der Anderson Lake.
Bei dem Park handelt es sich um ein Schutzgebiet der Kategorie II (Nationalpark).

## Geschichte
Der Park wurde im Jahr 1990 eingerichtet. Zur Gründung des Parks kam es auf Grund erheblicher öffentlicher Unruhe im Jahr 1988, als Holzfällerfirmen „versehentlich“ im Bereich der großen und alten und damit für sie sehr wertvollen Bäume Kahlschläge vornehmen ließen. Der Parkname setzt sich heute aus zwei Teilen zusammen. Zum einen der Anteil Carmanah, nach dem wichtigsten Bach im Park, dessen Name in der Sprache der Ditidaht etwa mit „canoe landing in front“ wiedergegeben wird, womit wiederum ein (ehemaliges) Dorf an der Mündung des Flusses gemeint war. Dieser Namensteil gibt also einen Dorfnamen wieder, während der Anteil Walbran auf John Thomas Walbran zurückgeht, einem kanadischen Hydrologen und Autor eines Buches über die Herkunft der Ortsnamen, Flussnamen usw. an der kanadischen Westküste. Der Park änderte dabei im Laufe der Zeit sowohl seinen Namen, ursprünglich hieß der Park Carmanah Pacific Park, als auch seinen Status und seine Grenzen.
Wie jedoch bei fast allen Provinzparks in British Columbia gilt auch für diesen, dass er lange bevor die Gegend von Einwanderern besiedelt oder sie Teil eines Parks wurde, sie Siedlungs- und Jagd-/Fischereigebiet verschiedener Stämme der First Nations, hier hauptsächlich der Ditidaht vom Volk der Nuu-chah-nulth, war.

## Flora und Fauna

Die als Three Sisters (drei Schwestern) bekannte Sitka-Fichtengruppe

Das ganzjährig milde und feuchte Klima führt zu idealen Bedingungen für die Entwicklung von umfassenden epiphytischen Gemeinden in den Baumkronen. Ein gleich großes Stück dieses gemäßigten Küstenregenwaldes enthält die doppelte Biomasse eines tropischen Regenwaldes.
Innerhalb des Ökosystems von British Columbia wird das Parkgebiet verschiedenen Zonen zugeordnet, hier der Coastal Western Hemlock Zone mit der Very Wet Hypermaritime Subzone, der Montane Very Wet Maritime Subzone und der Submontane Very Wet Maritime Subzone.
Eine forstwirtschaftliche Nutzung in größerem Umfang fand im Park nicht statt. Daher findet sich hier auch noch sehr viel Primärwald. Bedingt dadurch findet sich im Park eine relativ große Anzahl von Pflanzen. An Bäumen finden sich hauptsächlich die weitverbreiteten Arten wie Sitka-Fichte und Westamerikanische Hemlocktanne sowie Riesen-Lebensbaum und Douglasie. Diese Artenvielfalt setzt sich auch im Unterwuchs mit zahlreichen Moosen und Farnen fort.

Der Protest im Jahr 1988 rettete auch eine besondere Gruppe von Sitka-Fichten vor dem Einschlag. Diese Gruppe von Fichten hat teilweise ein Alter von bis zu 1000 Jahren erreicht und ebenso eine beträchtliche Höhe. Die größte dieser Fichten, der Carmanah Giant, hat eine Höhe von rund 96 Metern erreicht und hat in Brusthöhe einen Umfang von etwa 9,5 Meter. Der im südwestlichen Teil des Parks stehende Baum gilt damit als der größte in Kanada und die größte Sitka-Fichte in der Welt. Nördlich des Carmanah Giant findet sich eine als Three Sisters (drei Schwestern) bekannte Gruppe von ebenfalls großen Sitka-Fichten.
Die nachweisbaren Tierarten entsprechen der Lage des Parks. Im Gebiet finden sich verschiedene Räuber wie der Amerikanische Schwarzbär, der Puma oder der Fichtenmarder. Obwohl im Park auch Wölfe vorkommen, sind diese nahezu nie zu sehen. Daneben gibt es im Park auch verschiedene Rotwildarten, wie den Wapiti und den Maultierhirsch. Weiterhin kommt hier, teilweise besonders wegen der alten Bäume, der Goldspecht, der Feuerkopf-Saftlecker und der Gnomenzwergkauz vor. Der Park ist ein wichtiger Brut- und Lebensraum von bedrohten Arten wie dem Fleckenkauz und dem Marmelalk. Die verschiedenen Flüsse, Bäche und Seen bieten Lebensraum für Königslachs und Silberlachs sowie für Cutthroat-Forelle, Dolly-Varden-Forelle und Regenbogenforelle.

## Aktivitäten

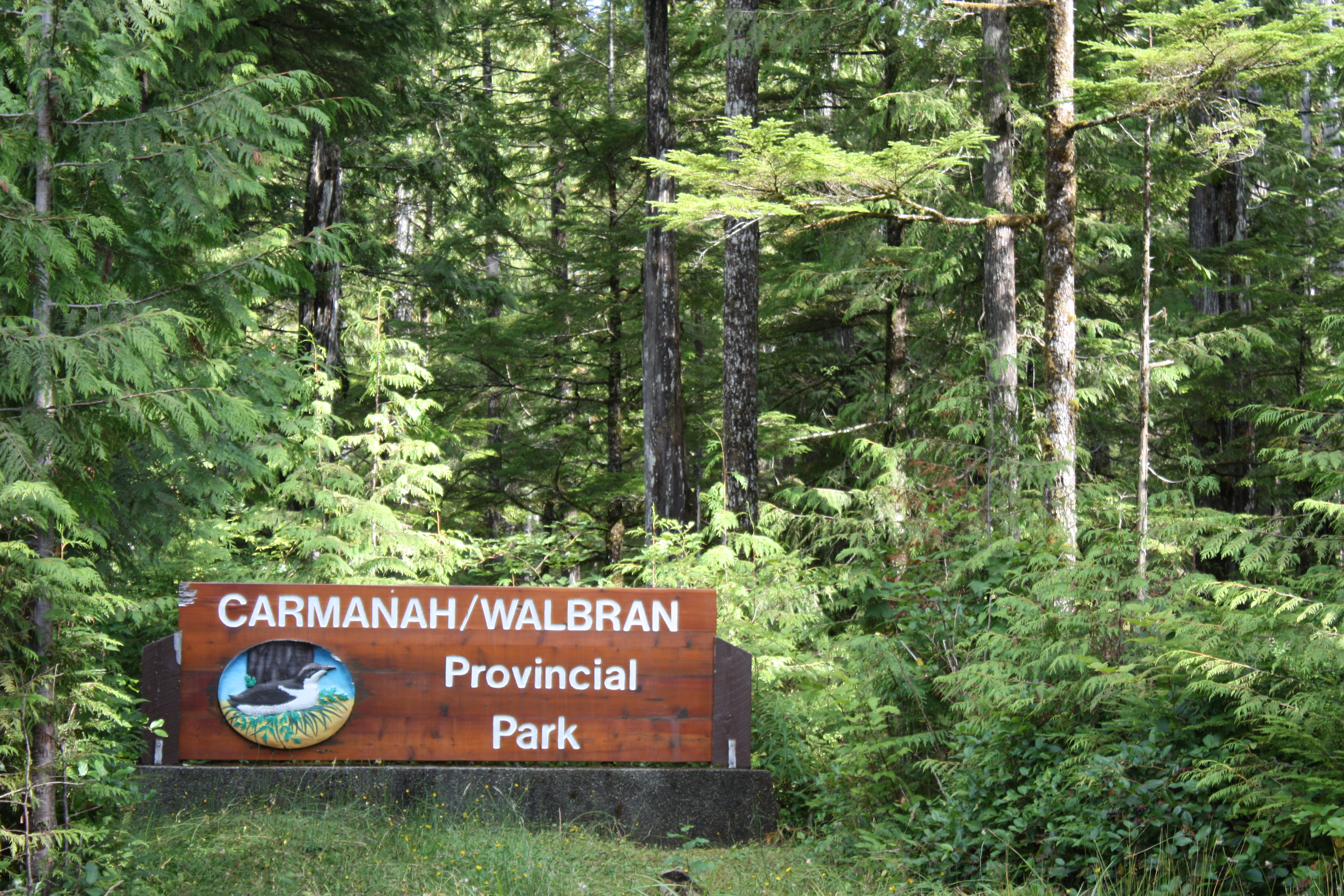
Parkschild

Der Park bietet nur einige wenige vorbereitete Zeltflächen und verfügt nur über sehr einfache Sanitäranlage.
Die touristische Attraktion des Parks sind die großen und alten Sitka-Fichten, dabei ganz besonders der Carmanah Giant, die Three Sisters und Heaven Tree. Die Wanderwege zu diesen Bäumen/Baumgruppen sind teilweise als erhöhte Holzstege ausgeführt. Die gesamte vorhandene touristische Infrastruktur befindet sich im westlichen Teil des Parks. Im östlichen Parkteil bietet der Park keine touristische Infrastruktur und es soll auch keine von der Parkverwaltung eingerichtet werden.
Obwohl innerhalb des Parks verschiedene kurze Wanderwege sowie Zeltflächen angelegt wurden, werden Besucher von der Parkverwaltung offiziell entmutigt den Park zu besuchen. Dies soll den Park und sein Ökosystem schützen.